# Ouray (Colorado)
Ouray è un centro abitato (city) degli Stati Uniti d'America, capoluogo di contea della contea omonima dello Stato del Colorado. Nel censimento del 2000 la popolazione era di 813 abitanti.

## Geografia fisica
Secondo i rilevamenti dell'United States Census Bureau, Ouray si estende su una superficie di 2,2 km².

## Curiosità
Un'immagine di Ouray appare nella sigla della serie The Ranch, inoltre il nome Ouray appare sulla T-shirt di uno dei protagonisti in una puntata della stessa serie.